# Beveridge Island (Nunavut)
Beveridge Island – niezamieszkana wyspa w Zatoce Frobishera, w Archipelagu Arktycznym, w regionie Qikiqtaaluk, na terytorium Nunavut, w Kanadzie. W pobliżu Beveridge Island położone są wyspy: Aubrey Island, Bishop Island, Cairn Island, Coffin Island, Crimmins Island, Emerick Island, Faris Island, Gardiner Island, Hill Island, Jenvey Island, Kudlago Island, Long Island, Mair Island, McLaren Island, Monument Island, Pichit Island, Pink Lady Island, Ptarmigan Island, Qarsau Island, Sale Island, Sybil Island i Thompson Island.